# Ловков, Михаил Александрович
Михаил Александрович Ловков (1910—1987) — советский военачальник, генерал-лейтенант авиации. Начальник Главного штаба РВСН (1962—1966).

## Биография
Родился 25 сентября 1910 года в Московской губернии.
В РККА с 1928 года. С 1932 года после окончания Одесской военной артиллерийской школы служил помощником командира батареи и командиром батареи артиллерийского полка. В 1937 году после окончания Военной академии им. М. В. Фрунзе и в 1938 году Военной лётно-тактической школы назначен начальником штаба авиационной эскадрильи и авиаполка ВВС РККА. С 1941 по 1945 годы был начальником штаба 15-го истребительного авиационного полка и 265-й истребительной авиационной дивизии.
С 1948 года начальник штаба Истребительного авиационного корпуса. С 1953 года после окончания Военной академии им. К. Е. Ворошилова был назначен начальником штаба ВВС Московского военного округа и начальником штаба Воздушной армии.
С 1960 года начальник Управления Ракетных войск Главного оперативного управления Генерального штаба Вооружённых сил СССР. В 1962 году произведён в генерал-лейтенанты авиации и назначен начальником Главного штаба — первым заместителем главнокомандующего РВСН и членом Военного совета. Один из руководителей Операции «Анадырь» в 1962 году.
С 1966 года заместитель Генерального инспектора ракетных и артиллерийских частей Главной инспекции Министерства обороны СССР. С 1969 года после увольнения, работал заместителем главного конструктора Московского института теплотехники.

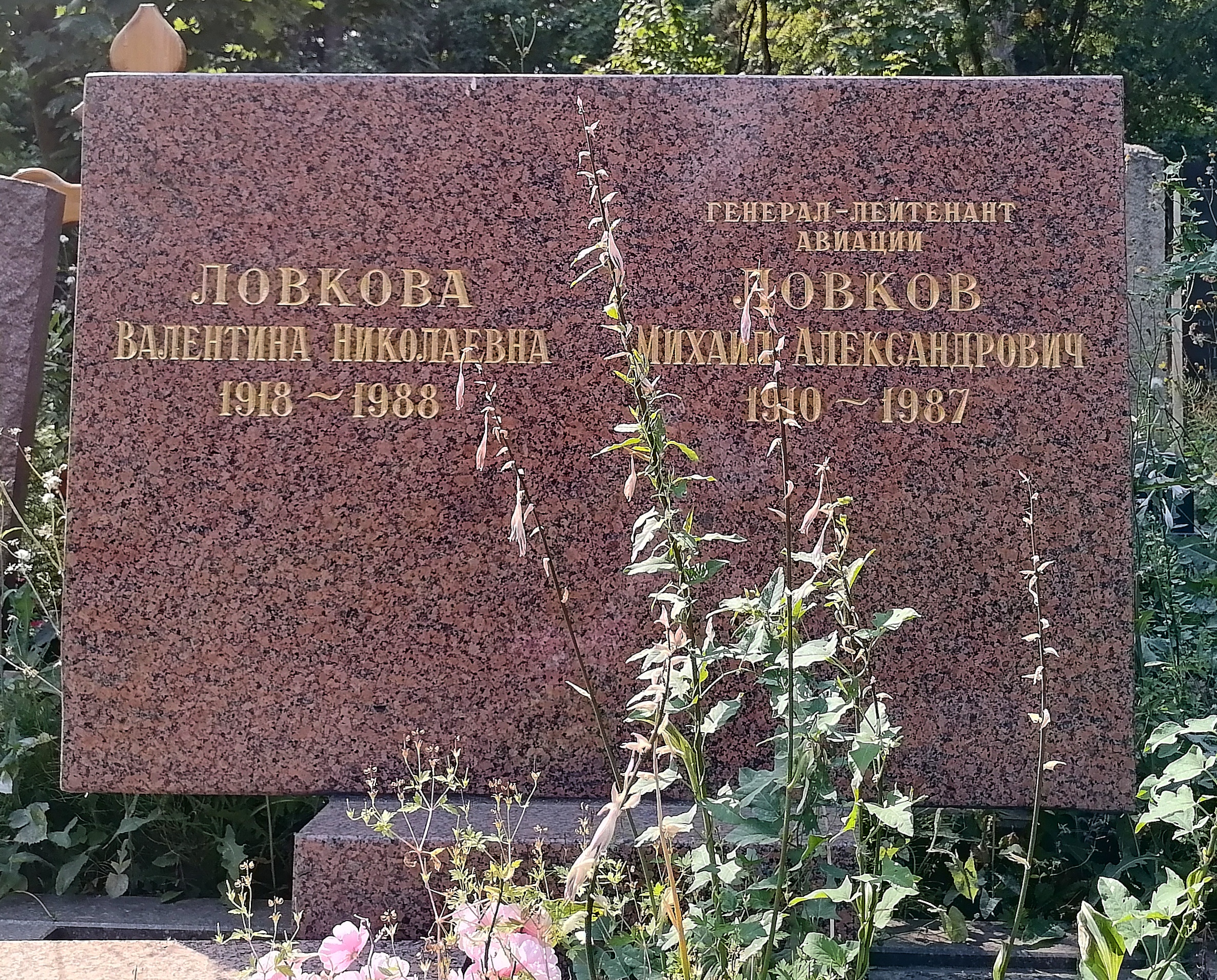
Могила на Кунцевском кладбище

Умер 11 апреля 1987 года в Москве, похоронен на Кунцевском кладбище.